# 瑟西克羅斯羅茲 (印地安納州)
瑟西克羅斯羅茲（英語：Searcy Crossroads）是位於美國印地安納州瑞士縣的一個非建制地區。該地的面積和人口皆未知。

## 地理
瑟西克羅斯羅茲所處的海拔為高於海平面246米（即807英呎），而該地所採用的時區為UTC-5，即北美東部時區（EST）。同時該地設有夏令時間，為UTC-5調快一小時，即UTC-4（EDT）。